# Isaac Maria dos Anjos
Isaac Francisco Maria dos Anjos (Bié, 8 de março de 1960) é um engenheiro agronômico, diplomata e político angolano.
Ao longo de sua extensa carreira política, teve inúmeras posições de grande destaque, como Vice-Ministro da Agricultura entre 1987 e 1990, Ministro da Agricultura e Desenvolvimento Rural de 1990 a 1997, no Governo de Unidade e Reconciliação Nacional de Angola, deputado suplente pelo Movimento Popular de Libertação de Angola (MPLA) na Assembleia Nacional entre 1997 e 2001 e depois entre 2005 e 2007, governador das províncias da Huíla (2008 a 2012), do Namibe (2012 a 2013) e de Benguela (2013 a 2017).
Em novembro de 2024 voltou a ocupar o cargo de Ministro da Agricultura.